# Religieuze fraude
Religieuze fraude is fraude of oplichting waarin religie een rol speelt. Religie wordt ofwel misbruikt voor fraude, of er wordt gefraudeerd om anderen van de waarheid van de eigen religie of specifieke religieuze claims te overtuigen.
Het is verder is een term die wordt gehanteerd in sommige rechtsstelsels voor een vorm van fraude in het civiel recht of strafrecht dat wordt uitgevoerd in naam van een religie of binnen een religie, bijvoorbeeld valse beweringen dat iets koosjer is of belastingfraude.
Een specifieke vorm van religieuze fraude is vroom bedrog of vrome fraude (Latijn: pia fraus, Engels: pious fraud), waarbij men leugens en/of misleiding gebruikt om anderen van de waarheid van de eigen religie of specifieke religieuze claims te overtuigen. Soms gaat het daarbij om een 'leugen om bestwil': het wordt belangrijker gevonden dat men een bepaald geloof aanvaardt en dat doel heiligt het middel van de leugen. Een bekend voorbeeld is de Lijkwade van Turijn, een vervalsing uit de late middeleeuwen die de kleding moest voorstellen waarin Jezus in de 1e eeuw zou zijn begraven.

## Voorbeelden
Er zijn verschillende voorbeelden van religieuze fraude bekend. Een kleine greep:
- Voedsel- of kosherfraude: voedsel verkopen onder valse beweringen dat iets koosjer. Soortgelijke fraude is met halal voedsel eveneens mogelijk.
- Een ouder voorbeeld is aflaathandel, de verkoop van certificaten die kwijtschelding voor God van tijdelijke straffen boden.
- Verduistering van een kerk of religieuze organisatie, of religie gebruiken om voor eigen zak te collecteren.